# 大島信
大島 信（おおしま しん、1853年10月18日（嘉永6年9月16日）- 1899年（明治32年）3月14日）は、明治期の日本の内務官僚、政治家。衆議院議員。

## 経歴
琉球国薩摩藩領大島郡瀬名方中勝村（鹿児島県大島郡中勝村、龍郷村を経て現龍郷町中勝）で生まれた。造士館、駒場農学校、専修学校で学んだ。
埼玉県属に就任。その後、内務属に転じ、佐賀県東松浦郡長に就任した。
1887年（明治20年）、奄美大島の黒砂糖を鹿児島商人が独占していることを批判した「大島郡糖業意見」を発表した。
1892年（明治25年）2月、第2回衆議院議員総選挙（鹿児島県第7区）で初当選し、以後、第4回総選挙まで再選され、最後に公同会に所属して衆議員議員に連続3期在任した。奄美大島への海底電線敷設に尽力した。

## 国政選挙歴
- 第1回衆議院議員総選挙（鹿児島県第7区、1890年7月、大成会）次点落選[6]
- 第2回衆議院議員総選挙（鹿児島県第7区、1892年2月、中央交渉会）当選[6]
- 第3回衆議院議員総選挙（鹿児島県第7区、1894年3月、国民協会）当選[6]
- 第4回衆議院議員総選挙（鹿児島県第7区、1894年9月、国民協会）当選[7]